# Mashonarus brandbergensis
Mashonarus brandbergensis är en spindelart som beskrevs av Wesolowska 2006. Mashonarus brandbergensis ingår i släktet Mashonarus och familjen hoppspindlar. Inga underarter finns listade i Catalogue of Life.